# Christelle Néant
Christelle Néant, née le 18 novembre 1978, est une blogueuse franco-russe. Se décrivant comme « journaliste » dans le Donbass, elle est depuis 2016 un relais de la propagande russe, principalement sur la guerre russo-ukrainienne, à la tête de son site Donbass Insider.

## Biographie

### Jeunesse et débuts professionnels
Christelle Néant naît le 18 novembre 1978 en région parisienne.
Elle débute en tant que webmestre, en travaillant probablement aux alentours de 2005 pour l'Association des commerçants et de l'industrie d'Arlon. Elle est également employée par une revue économique luxembourgeoise, le Paperjam+Delano Business Guide. Elle devient ensuite community manager.
C'est lors du massacre de la Ghouta, perpétré par le régime syrien de Bachar el-Assad, qu'elle s'intéresse aux médias russes, qu'elle trouve alors « plus fiables » sur la question. Ces derniers accusent les rebelles d'être responsables de l'attaque, ce qui est contesté par les conclusions d'enquêtes de l'ONU, mais également par Bellingcat, qui concluent à la responsabilité du régime syrien.

### Installation dans le Donbass
À partir de 2014, elle suit les événements en Ukraine et s'intéresse à l'Euromaïdan. Elle décide en 2015 d'aller dans le Donbass, ce qu'elle fait en s'installant à Donetsk en mars 2016, et commence à couvrir la guerre du Donbass, du côté des combattants séparatistes de la république populaire de Donetsk. Elle obtient un passeport de cette entité quelques mois après son arrivée. Elle est engagée par l'agence de presse de la république autoproclamée, DONi, qui la présente comme « une française qui collabore » au service de presse officiel. Elle produit des reportages filmés dans lesquels elle apparaît en treillis et relaie la « propagande séparatiste » des autorités locales.
En novembre 2018, Christelle Néant fait partie d'un panel d'« observateurs internationaux » des élections, qualifiées d'illégales par la communauté internationale, aux côtés d'élus d'extrême droite,. Elle sert également d'intermédiaire dans l'organisation de voyages, notamment pour des personnalités politiques, sur le territoire de la république de Donetsk. Cette année-là, elle se définit comme une « activiste défendant les droits de l'Homme ».

### Activités de désinformation
En 2018, elle crée Donbass Insider, qui publie des articles en anglais, en français et en russe. Le site internet « reprend [...] la communication de Vladimir Poutine sur l'invasion de l'Ukraine », notamment sur les objectifs annoncés de « démilitarisation » et « dénazification » du pays. Les messages de Christelle Néant sur les réseaux sociaux sont relayés par les comptes officiels de l'ambassade de Russie en France, contribuant à les amplifier. Elle intervient régulièrement sur la chaîne RT (ex-Russia Today), financée par le Kremlin et les autres médias d’État russes. Elle reçoit la nationalité russe en 2021.
En 2022, elle fait partie des 12 influenceurs repérés par l’Institute for Strategic Dialogue, spécialisés dans l’analyse des réseaux sociaux, ayant produit et diffusé des contenus de désinformation concernant le conflit en Ukraine, et qui « cumulent à eux seuls une audience de 2 millions de personnes ». Parmi ces influenceurs, se trouvent deux Françaises : Christelle Néant et Anne-Laure Bonnel, qui participent à la « négation de crimes de guerre ». Christelle Néant met ses compétences de community manager au service de son site, en optimisant son référencement afin d'améliorer la visibilité de Donbass Insider.
Le 19 juillet 2023, elle est reçue par Vladimir Poutine au Kremlin. Celui-ci affiche son soutien à son initiative de créer une agence de presse, qui « réunirait des « journalistes » américains, canadiens ou [...] européens », censée lutter contre la « propagande occidentale ».
En 2023, elle compte 38 000 abonnés sur sa chaîne YouTube, et 34 000 sur sa chaîne Telegram.